# Crepidodera vaga
Crepidodera vaga là một loài bọ cánh cứng trong họ Chrysomelidae. Loài này được Parry miêu tả khoa học năm 1986.